# Nissei Maru
Die Nissei Maru war ein Öltanker, der am 29. Juli 1975 in Betrieb genommen wurde. Er war ein Ultra Large Crude Carrier (ULCC) und bei seiner Indienststellung das größte Öltankschiff weltweit.

## Geschichte
Das Schiff wurde 1971 gemeinsam von den japanischen Reedereien Tokyo Tanker K.K. und Tis Kaiun K.K. geordert. Die Werft Ishikawajima Harima Heavy Industries in Kure ließ das Schiff mit der Baunummer 2344 am 20. Dezember 1974 zu Wasser. Nach der Ablieferung des Schiffes an seine Auftraggeber im Mai 1975 wurde es vorübergehend an der Werft aufgelegt, bevor es am 29. Juli 1975 seine Jungfernreise zum Persischen Golf begann.
Die Nisseki Maru hatte eine achtere Antriebsanlage und ein achtern angeordnetes Brückenhaus. Die Silhouette des Tankers wurde von zwei nebeneinander hinter dem Deckshaus angeordneten schlank zulaufenden Schornsteinen bestimmt. Der Antrieb bestand aus einer von der Bauwerft gefertigten 45.000-PS-Dampfturbinen, die über ein Getriebe auf einen einzelnen Festpropeller wirkte. Bei 90 % Dauerleistung verbrauchte die Nissei Maru etwa 200 Tonnen Treibstoff am Tag. Zur Energieversorgung standen drei Hilfsdiesel zur Verfügung.
Bis 1979 wurde das Schiff gemeinsam bereedert und ging danach komplett in den Besitz der Tokyo Tanker K.K. über. Erst im Jahr 1999 wurde das Schiff an die panamaische Reederei Malden Shipping veräußert und auf den Namen Nissei Maru I umgetauft. Nach einer weiteren im Jahr 2000 erfolgten Umbenennung in Arctic Blue traf das Schiff am 5. Juni 2003 zum Abbruch in Chittagong ein.
In Japan wurde das Schiff auf einer 50 Yen-Briefmarke abgebildet.